# فولتية ذروية
الفلطية الذروية بالكيلو فولت (kVp) هي أقصى جهد كهربائي يمر عبر أنبوب الأشعة السينية. وهو يحدد الطاقة الحركية لـلإلكترونات المتسارعة في أنبوب الأشعة السينية، والطاقة القصوى لـطيف انبعاث الأشعة السينية. وقد يتغير الجهد الكهربائي الفعلي عبر الأنبوب.
وتتحكم الفلطية الذروية في الخاصية الفوتوغرافية الناتجة والتي يطلق عليها «تباين التصوير الشعاعي» لصورة الأشعة السينية (حجم الاختلاف بين الأسود والأبيض). ويحتوي كل جزء من أجزاء الجسم على نوعٍ معين من التكوينات الخلوية التي تتطلب حزمة من الأشعة السينية التي تتميز بفلطية ذروية معينة لاختراقها. ويُذكر أن أجزاء الجسم تتميز بخاصية «تباين الهدف» (أي اختلاف التركيب الخلوي: حيث تكون بعض الأنسجة كثيفة، وبعضها غير كثيف للغاية وتوجد جميع هذه الأنسجة داخل جزء معين من الجسم). على سبيل المثال: تختلف نسب الهواء من العظام إلى العضلات في البطن عن تلك النسب في منطقة الصدر. ولذلك يكون تباين الهدف أعلى في منطقة الصدر منه في منطقة البطن. وللحصول على أكبر قدرٍ من المعلومات من تصوير الجسم، تتطلب المناطق الأعلى من حيث تباين الهدف فلطية ذروية أعلى لينتج عن ذلك صورة منخفضة التباين الإشعاعي والعكس.
وعلى الرغم من أن شدة التيار الكهربائي (بالمللي أمبير/ثانية) هو العامل الأساسي للتحكم في كثافة التصوير الإشعاعي، تؤثر أيضًا الفلطية الذروية على كثافة التصوير الإشعاعي بطريقة غير مباشرة. ومع زيادة طاقة (الفلطية الذروية) شعاع الإلكترونات في أنبوب الأشعة السينية، زادت قدرة فوتونات الأشعة السينية الناشئة عن هذه الإلكترونات على اختراق خلايا الجسم والوصول إلى مستقبل الصورة (فيلم أو لوحة)؛ مما يؤدي إلى زيادة الكثافة الإشعاعية (مقارنةً بحزم الطاقة الأقل والتي قد يمتصها الجسم أثناء مرورها إلى مستقبلات الصورة). ومع ذلك، يساهم «تشتت الإشعاع» أيضًا في زيادة كثافة التصوير الإشعاعي، فكلما ارتفعت الفلطية الذروية للحزمة، ازداد التشتت. والتشتت هو الكثافة غير المرغوبة (أي الكثافة التي يتم إنشاؤها بدون جلب أية معلومات ذات صلةٍ بمستقبل الصورة). وهذا هو السبب الذي يكمن وراء عدم استخدام الفلطية الذروية بشكل أساسي للتحكم في الكثافة؛ نظرًا لتمرير الكثافة الناتجة عن ازدياد الفلطية الذروية لما هو مطلوب لاختراق جزءٍ ما، وهي تضيف فقط معلومات غير مفيدة إلى الصورة.
وتؤدي زيادة شدة التيار الكهربائي إلى إنتاج المزيد من الفوتونات (الإشعاع) من طاقة الفلطية الذروية المحددة. ويكون ذلك مفيدًا عندما يتم تصوير أجزاء أكبر، نظرًا لأنها تتطلب فوتونات أكثر. وكلما ازدادت الفوتونات التي يمكنك الحصول عليها للمرور عبر نوع معين من الأنسجة (التي تتفاعل الفلطية الذروية لها على المستوى الخلوي) أدى ذلك إلى كمية متزايدة إحصائيًا من الفوتونات التي تصل إلى مستقبل الصورة. وكلما زاد عدد الفوتونات التي تمر عبر جزءٍ ما، وتصل إلى مستقبل الصورة مع المعلومات ذات الصلة، زادت أهمية الكثافة التي يتم إنشاؤها على الصورة الناتجة. وعلى العكس، يؤدي انخفاض شدة التيار إلى خفض عدد الفوتونات، مما يؤدي إلى خفض الكثافة، ولكنه يكون مفيدًا عند تصوير الأجزاء الأصغر.